# Narsingarh
Narsingarh è una suddivisione dell'India, classificata come census town, di 6.819 abitanti, situata nel distretto del Tripura Occidentale, nello stato federato del Tripura. In base al numero di abitanti la città rientra nella classe V (da 5.000 a 9.999 persone).

## Società

### Evoluzione demografica
Al censimento del 2001 la popolazione di Narsingarh assommava a 6.819 persone, delle quali 3.744 maschi e 3.075 femmine. I bambini di età inferiore o uguale ai sei anni assommavano a 679, dei quali 336 maschi e 343 femmine. Infine, coloro che erano in grado di saper almeno leggere e scrivere erano 4.833, dei quali 2.937 maschi e 1.896 femmine.